# Bad Schwartau
Bad Schwartau è una città di 20 264 abitanti dello Schleswig-Holstein, in Germania.
Appartiene al circondario dell'Holstein Orientale (targa OH) ed è indipendente delle comunità amministrative (Amt).

## Amministrazione

### Gemellaggi
- Bad Doberan, dal 1989[2]